# Periodo postclassico mesoamericano

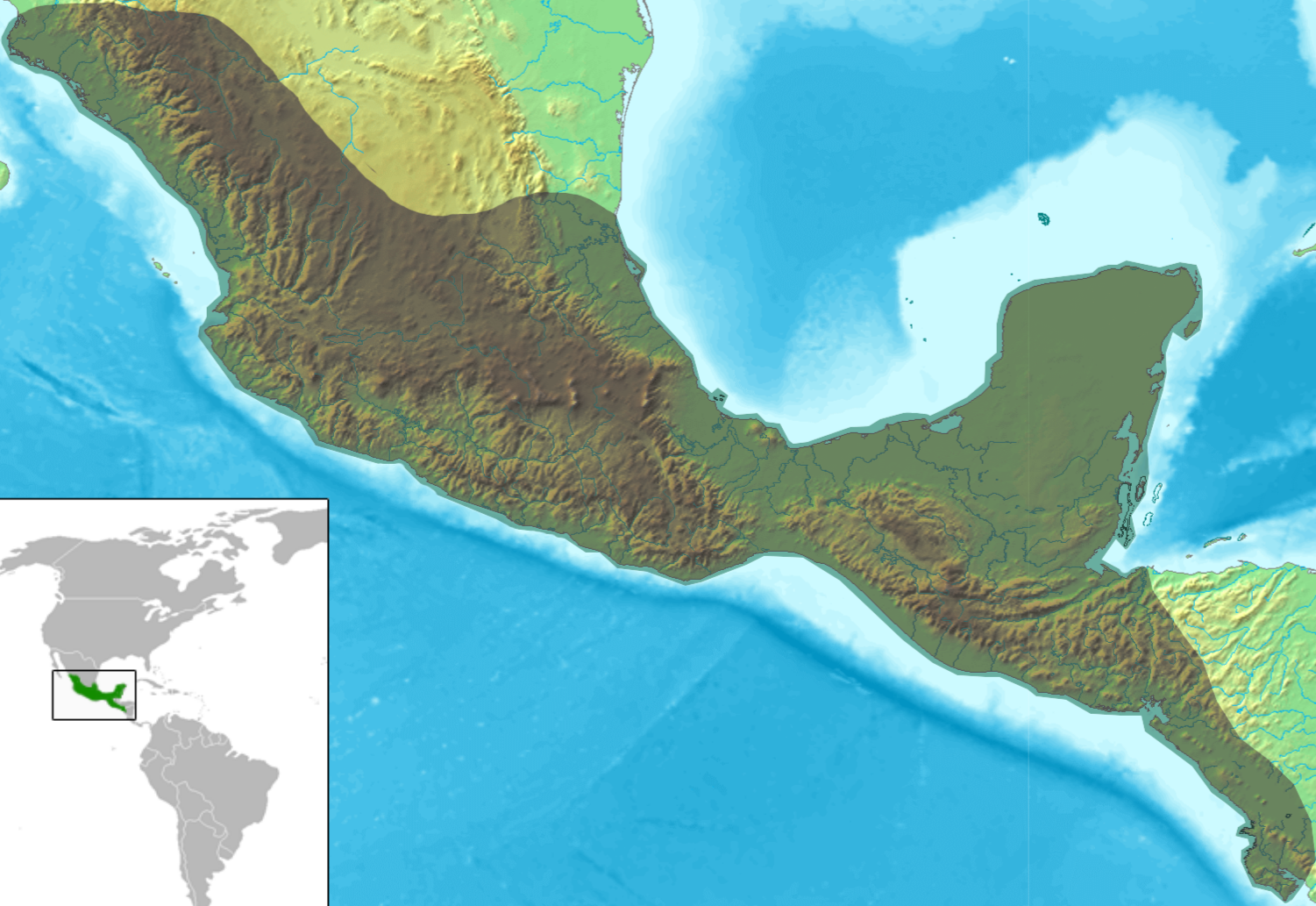
Situazione geografica della Mesoamerica sulla scala del continente americano.

Il periodo postclassico è una delle suddivisioni utilizzate nella cosiddetta cronologia tradizionale della storia della Mesoamerica.
Il Postclassico si suddivide in due sottoperiodi. Il primo, chiamato Postclassico Iniziale, si estende dal X al XIII secolo, e si caratterizza per una grande instabilità politica, un forte movimento di militarizzazione della società, in seguito all'abbandono di numerose importanti città durante il periodo precedente, l'Epiclassico, e a numerose migrazioni, in particolare con l'incursione di popoli di agricoltori e di cacciatori-raccoglitori nel nord della Mesoamerica.
Il secondo periodo, chiamato Postclassico Recente o Postclassico Tardo, corrisponde alla fine della storia della Mesoamerica, che si concluse con la conquista spagnola. Esso è contrassegnato da una uniformazione culturale, in particolare nell'area nahua, e dall'emergere di grandi imperi tributari nel centro del Messico, con in particolare, nel XIV secolo, quelli degli Aztechi e dei Taraschi.

## Presso i Maya

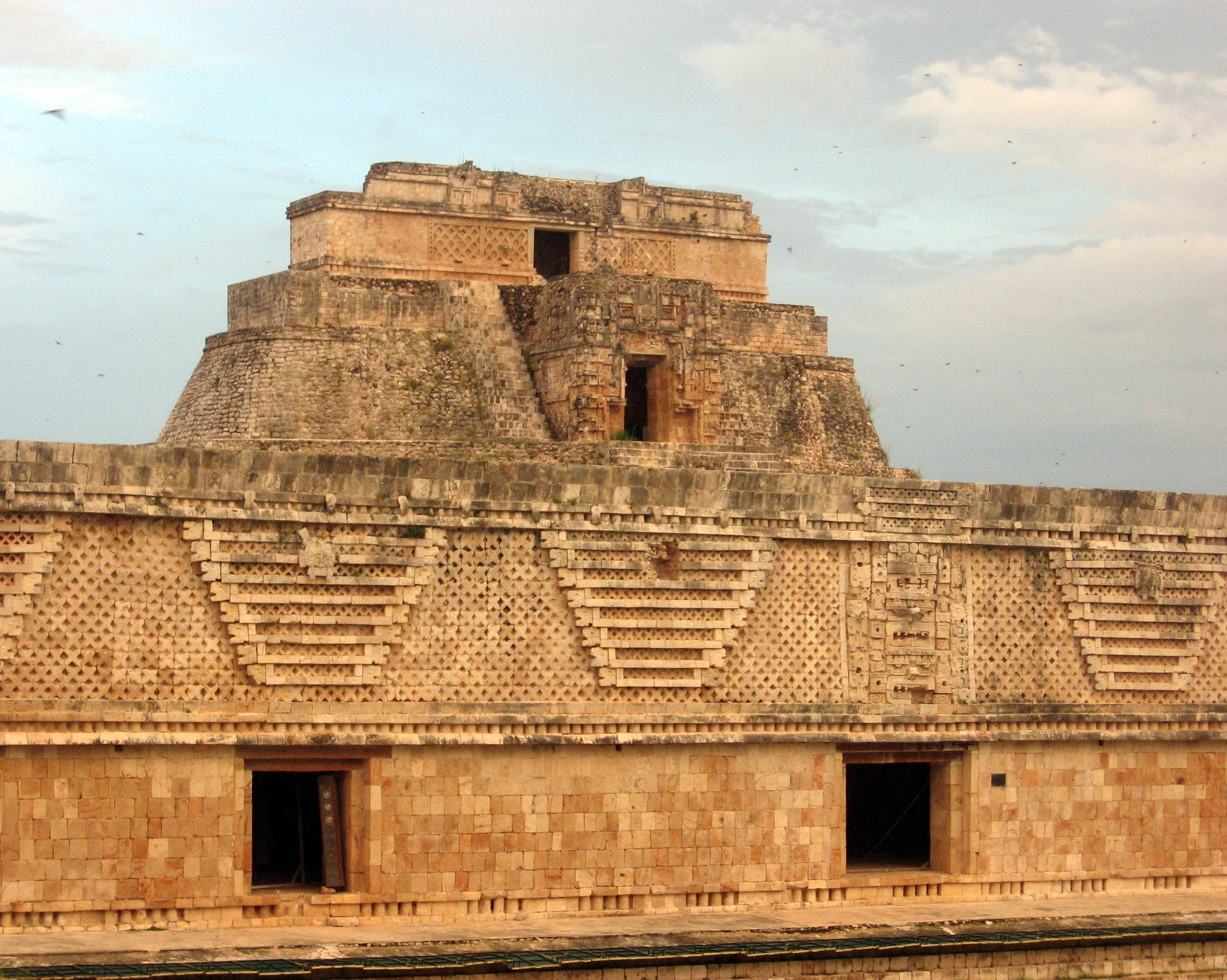
Architettura nello stile puuc di Uxmal.

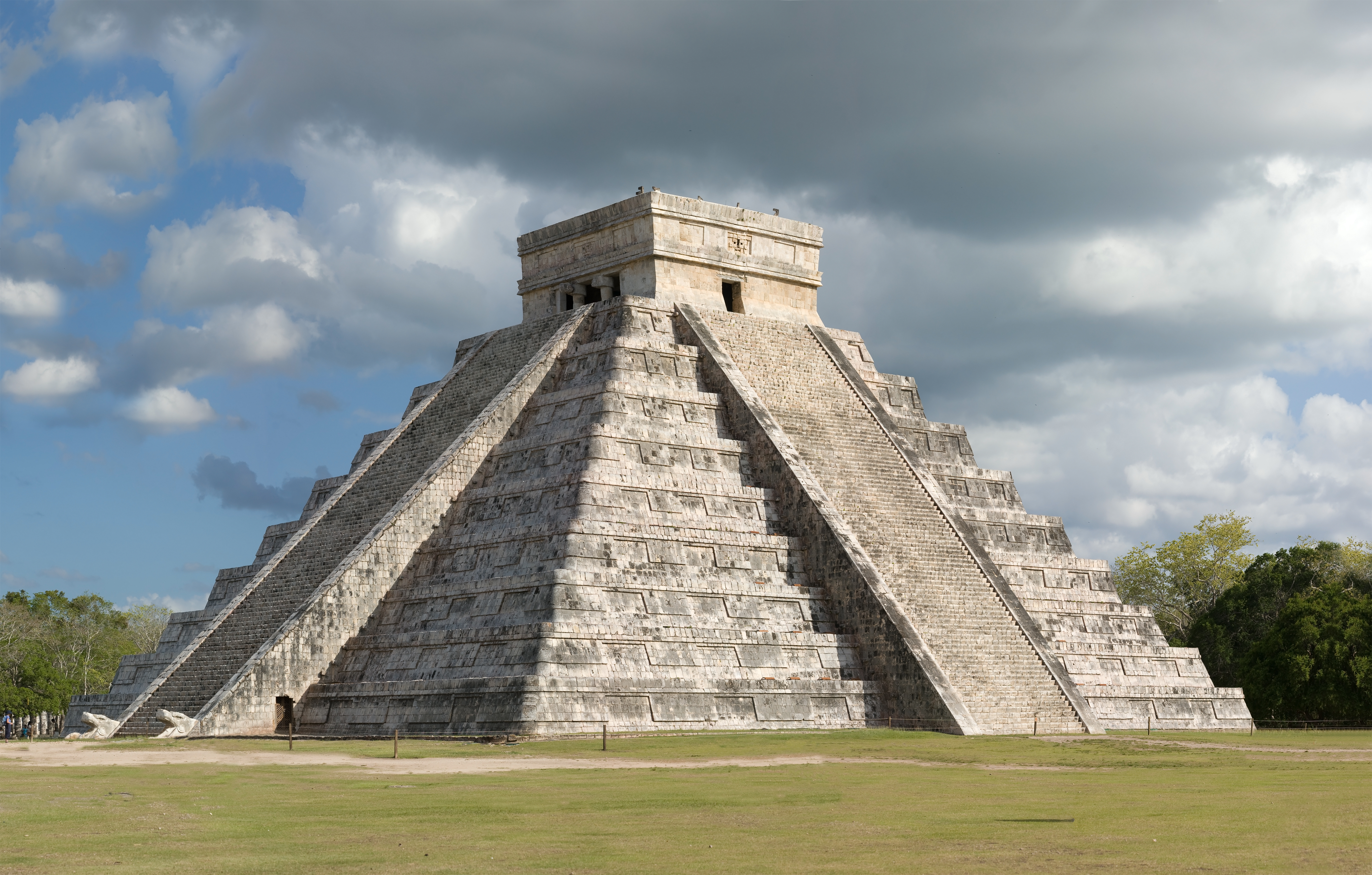
Chichén Itzá.

Nella zona maya, lo Yucatán prende il posto dei bassipiani centrali. Si può pensare che esso benefici di un apporto di popolazione proveniente dai bassipiani del sud. Città come Uxmal e Labná sviluppano uno stile regionale chiamato «puuc». Nel X secolo, la città di Chichén Itzá domina la regione. Le somiglianze sorprendenti tra i monumenti di Chichén Itzá e quelli di Tula hanno dato origine alla famosa teoria dell'«invasione tolteca» nello Yucatán. Se i contatti tra il Messico centrale e la zona maya non lasciano alcun dubbio, sempre più specialisti rimettono in discussione questa invasione, ammettendo semplicemente che per il momento non si dispone di risposta alla domanda. Il declino di Chichén Itzá comincia nell'XI secolo. Dopo la sua sconfitta verso il 1220 da parte della città di Mayapan, quest'ultima si pone alla testa di una confederazione che domina la penisola dello Yucatan. I libri di Chilam Balam riportano la caduta di Mayapan nel XV secolo. Questo evento segna l'inizio di una frammentazione politica che dura fino alla conquista spagnola.
Negli altipiani maya, alcune élite, facendosi forti dell'appoggio dei «Toltechi», fondano regni conquistatori, dotati di una direzione collegiale, dove l'influenza culturale messicana è sensibile. Il principale di questi regni è quello dei Quiché, ai quali dobbiamo la nostra principale fonte scritta sulla religione maya, il Popol Vuh. Nel XV secolo, i Kaqchikel disputano loro l'egemonia sugli altipiani.

## Nell'Oaxaca
La parte occidentale dell'Oaxaca è il territorio dei Mixtechi, un popolo imparentato linguisticamente con i loro vicini zapotechi. Relativamente poco conosciuti nel Periodo Classico, si affermano nel Postclassico. La loro storia ci è nota attraverso documenti etnostorici, la serie dei codici detti «mixtechi». Erano divisi in città-stato militariste che si facevano la guerra e penetrarono il territorio degli Zapochi, di cui riutilizzarono le tombe a Monte Albán (fase V). Le modalità di questo penetrazione sono poco conosciute e formano oggetto di dibattiti che oppongono i sostenitori di invasioni mixteche a quelli di una persistenza della cultura zapoteca con un'infiltrazione mixteca, particolarmente per mezzo di matrimoni principeschi, accompagnati da scambi che rendono le due culture difficili da distinguere in quest'epoca nella valle di Oaxaca. I Mixtechi apportarono un contributo importante alla storia delle arti mesoamericane nel campo della ceramica, dei mosaici in turchese e soprattutto dell'oreficeria, la cui tecnica sarebbe pervenuta loro dal Perù.

## Nel Messico centrale

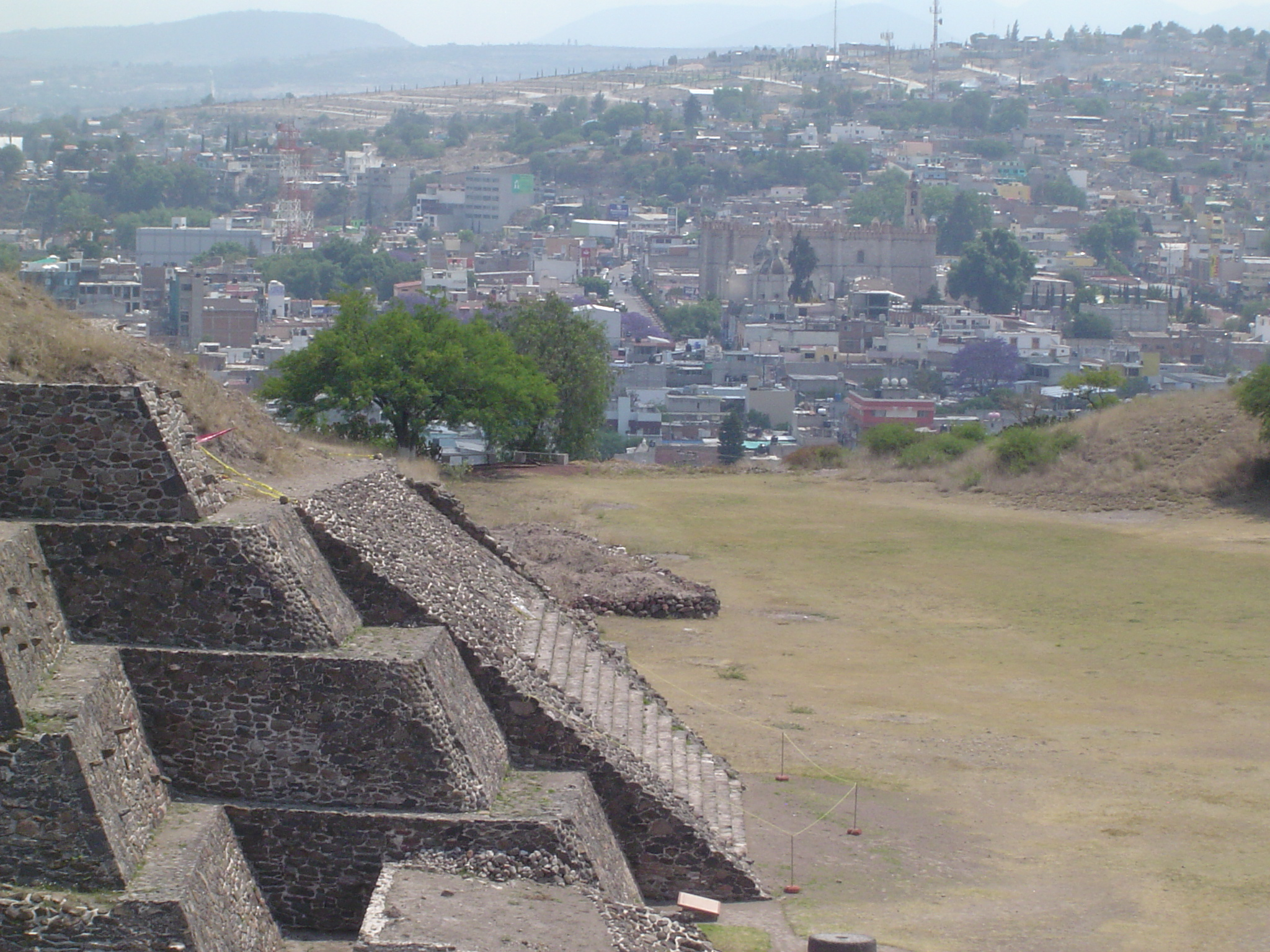
Zona archeologica diTula.

Nel Messico centrale, dal caos della fine del Classico emergono i Toltechi, venuti dal nord come tutti gli invasori. Stabiliscono la loro capitale a Tula. Secondo la tradizione, sarebbero stati condotto da un capo chiamato Mixcoatl, il cui figlio, Topiltzin, avrebbe dato origine alle leggende di Quetzalcoatl. Nel Postclassico Recente, Tula crolla nel XII secolo sotto i colpi di nuove ondate cicimeche venute da nord. Questa situazione genera un nuovo frazionamento politico. Gruppi toltechi emigrano verso la valle del Messico, dove fondano piccoli Stati, quali Xochimilco o Azcapotzalco. Sono seguiti da bande di Cicimechi, ai quali si deve la fondazione di Texcoco. A partire dal XV secolo, la scena è dominata dall'emergere degli Aztechi o Mexica, gli ultimi arrivati dei Cicimechi, le cui origini si perdono nelle nebbie leggendarie e che le loro peregrinazioni hanno portato nella valle del Messico. Dopo inizi faticosi, in poco meno di un secolo, edificano un impero che si estende dal Golfo del Messico fino all'Oceano Pacifico. Si ritengono gli eredi dei Teotihuacani e soprattutto dei Toltechi. Il Regno tarasco nel Michoacán è la sola potenza a resistere agli Aztechi, e perfino a rivaleggiare con loro.

## Conquista spagnola
L'irruzione dei conquistadores spagnoli sulla costa del Golfo del Messico nel 1519 mise brutalmente fine allo sviluppo delle società mesoamericane. Dopo la distruzione di Tenochtitlán da parte di Hernan Cortés e dei suoi alleati indiani tlaxcaltechi, gli Spagnoli estesero rapidamente il loro dominio sull'insieme della regione del Mesoamerica.
I Maya dello Yucatán opposero loro una feroce resistenza fino al 1546. Al posto delle società indigene si installò in seguito una società meticcia, la società coloniale spagnola. Solo il piccolo regno maya di Tayasal, protetto dalle giungle del Petén, perpetuò la cultura indigena fino alla sua conquista da parte degli Spagnoli nel 1697.